# Proteuxoa cinctipes
Proteuxoa cinctipes är en fjärilsart som beskrevs av Felder 1874. Proteuxoa cinctipes ingår i släktet Proteuxoa och familjen nattflyn. Inga underarter finns listade i Catalogue of Life.